# Come on Stand up!
『Come on Stand up!』（カム・オン・スタンド・アップ）は、日本のミュージシャンである長渕剛の20枚目のオリジナルアルバム。
2007年5月16日にフォーライフミュージックエンタテイメントからリリースされた。前作『Keep On Fighting』（2003年）よりおよそ4年ぶりにリリースされた作品であり、全作詞・作曲およびプロデュースは長渕が担当している。
レコーディングは日本国内で行われたが、アメリカ合衆国のレコーディングエンジニアであるブライアン・シューブルが参加している。前年の長渕の父の死をきっかけに故郷である鹿児島を巡り制作された曲が多く収録されている。
前作から本作までの間に「金色のライオン」（2004年）、「CLOSE YOUR EYES/YAMATO」（2005年）、「太陽の船」（2006年）とシングルが3作リリースされているが本作には収録されず、シングル未収録のアルバムとなった。
オリコンチャートでは最高位4位となった。

## 背景
ベストアルバム『YAMATO』（2005年）を2005年10月19日にリリース後、長渕は2005年10月6日の横須賀芸術劇場より11月9日の日本武道館に至るまで、全国6都市全9公演におよぶライブツアー「LIVE TOUR 2005 YAMATO」を開催した。
2006年、2月8日に東芝EMI所属時代のオリジナルアルバムが「24bitリマスタリングアルバムシリーズ」として再リリースされ、さらに3月8日には東芝EMI所属時代のライブアルバム、ベストアルバムが同シリーズとして再リリースされた。2月21日には立正大学付属立正中学校・高等学校の創立100周年を記念して全14曲、およそ2時間に渡るライブを開催。3月19日には「桜島オールナイトコンサート」を記念したモニュメント「叫びの肖像」を桜島ライブ跡地に建立、除幕式に参加し約15000人を動員、全6曲を演奏した。また、「桜島オールナイトコンサート」による経済効果は50億円に上ったと言われている。
4月23日、長渕の作品にもテーマとして度々登場していた父、長渕邦治が他界する（享年77）。5月31日には「LIVE TOUR 2005 YAMATO」よりツアーファイナルとなった日本武道館の模様、また桜島モニュメントの除幕式の模様を収録したライブDVD『YAMATO 大和魂』をリリース、6月29日には鹿児島中央駅アミュ広場にてゲリラライブを敢行し約7000人を動員、このライブの模様はエフエム鹿児島『MUSIC POWER STATION feel the μzic DA!!』（2001年 - 2009年）にて生放送された。7月1日には霧島市にて新極真会空手の新保道場開きに際してライブを敢行、翌7月2日には南日本放送ラジオの第二スタジオにてスタジオライブを敢行、司会はスマイリー園田、ゲストミュージシャンには般若が参加し、観客は抽選で選ばれた約50名が参加、公開生放送された。8月30日には山本寛斎がプロデュースする『日本元気プロジェクト　KANSAI SUPER SHOW「太陽の船」』のテーマソング「太陽の船」を制作する事が発表され、同年11月15日にシングルとしてリリースされた。10月9日、10月16日にはテレビ朝日系バラエティ番組『くりぃむナントカ』（2004年 - 2008年）内の企画「第2回長渕ファン王決定戦」にサプライズゲストとして出演、「愛してるのに」、「お家へかえろう'04」、「激愛」、「KAGOSHIMA中央STATION」、「ろくなもんじゃねえ」、「COME BACK TO MY HERAT」、「東京青春朝焼物語」、「Myself」、「夕焼けの歌」、「STAY DREAM」を演奏した。バラエティ番組への出演は2003年の『おしゃれカンケイ』（1994年 - 2005年）以来3年ぶりとなり、また深夜帯のバラエティ番組では初出演となった。この出演に関しては「第1回長渕ファン王決定戦」のスペシャル再放送を見た長渕本人が「最後に（俺が）出たら面白いだろう」という要望を番組側に提示した事で実現した。また、この翌週には長渕のベスト・アルバムなどの数作品がオリコンチャートにて急上昇した。

## 録音
前年に父が死去した事から、鹿児島に長期間に渡り帰郷していた長渕は、鹿児島各地に足を運びながら曲を制作する事となった。
本格的にオリジナルのアルバムを手がけるのは4年ぶりで、ロサンゼルスでアルバム『空』（2001年）の収録に参加したブライアン・シューブルをレコーディング・エンジニアに迎えて製作した。

## 音楽性
文芸雑誌『別冊カドカワ 総力特集 長渕剛』において音楽ライターの藤井徹貫は、「父を葬送する、長渕なりの巡礼だったのかもしれない。思い出の各地に碑を建て、その一つ一つに詞を彫り込むような儀式だったのかもしれない。そこで生まれたのが、推測ではあるが、『鶴になった父ちゃん』、『夕焼けの歌』、『鹿児島中央STATION』、『観覧車』、『神風特攻隊』だったのではないか」、「（『鶴になった父ちゃん』に関して）極めて個人的な情景だが、作品として昇華されている。聴く者は、見たこともない景色をリアルに受け止め、きっとその景色の中に自身を投じることができるだろう。親の死、人の死を深く見つめることができる歌になっている」と述べている。
文芸雑誌『文藝別冊 長渕剛 民衆の怒りと祈りの歌』において政治学者の栗原康は、「いちばん気合がはいっているのは、『鶴になった父ちゃん』。これは前年に亡くなった長渕のお父さんについて書かれた曲である。名曲だ。（中略）死んだ父ちゃんが、死してなおさけび声をあげようとしている。再生だ。命の力は、けっして尽きない。長渕は、そこにみずからの再出発をかさねあわせていたんじゃないかとおもう」と表記されている。

## リリース
2007年5月16日にフォーライフミュージックエンタテイメントよりリリースされた。その後、長渕は2009年にレコード会社をユニバーサルミュージックへ移籍したため、本作がフォーライフ所属時の最後のオリジナルアルバムとなった。
このアルバムリリースに到るまでに「金色のライオン」、「CLOSE YOUR EYES/YAMATO」、「太陽の船」とシングルを出しているが、これらの楽曲は収録されていない。そのため、『HEAVY GAUGE』（1983年）以来およそ24年ぶりにシングル曲が1曲も収録されていないアルバムとなった。

## プロモーション
2007年4月27日にはフジテレビ系バラエティ番組『さんまのまんま』（1985年 - 2016年）に出演し、司会の明石家さんまとおよそ20年ぶりの共演を果たした。さんまとのトークの後に国吉良一によるキーボード演奏にて「とんぼ」を歌唱した。
5月6日には日本テレビ系音楽番組『Music Lovers』（2006年 - 2013年）に出演し、「Fighting Boxer」、「愛してるのに」、「Come on Stand up!」、「Tomorrow」を演奏した。
5月13日には日本テレビ系トーク番組『おしゃれイズム』（2005年 - ）に出演し、上田晋也と再共演にてトークをした上「レオ」を演奏した。
5月18日にはフジテレビ系音楽番組『僕らの音楽 Our Music』（2004年 - 2014年）に出演し、「観覧車」、「鶴になった父ちゃん」を演奏した。

## アートワーク
ライナーノーツを執筆しているのが、別レコード会社であるユニバーサル・ミュージック日本法人の会長兼最高経営責任者（CEO）である石坂敬一となっている。石坂は「乾杯」をシングルとして発表することを提案した張本人であり、当時長渕が所属していたレコード会社東芝EMIの常務取締役A&R第一本部長だった。その答えとして長渕本人は、1988年にこの曲をセルフカヴァーし、大成功を収めた。その話をさらに発展させ、長渕は同年発表のセルフカバーアルバム『NEVER CHANGE』（1988年）を完成させた。

## ツアー
本作を受けてのコンサートツアーは「LADY’S NIGHT 2007 -Acoustic-」と題し、2007年6月6日のZepp福岡を皮切りに7月11日のZepp東京まで7都市全7公演が行われた。また、このツアーは初の女性客限定ライブとなった。
さらに男女問わず参加が可能な全国ツアーを「2007 ARENA TOUR Come on Stand up！」と題し、9月7日のさいたまスーパーアリーナから12月9日の国立代々木第一体育館まで14都市19公演を開催した。またツアーファイナルの国立代々木第一体育館の模様を収録し、さらに映画監督の深作健太が256時間におよぶ映像から編集したドキュメンタリーを収録したライブDVD『2007 TSUYOSHI NAGABUCHI ARENA TOUR COME ON STAND UP!』（2008年）を2008年4月9日にリリースした。

## 批評
| 専門評論家によるレビュー             | 専門評論家によるレビュー |
| レビュー・スコア                     | レビュー・スコア         |
| 出典                                 | 評価                     |
| ------------------------------------ | ------------------------ |
| CDジャーナル                         | 肯定的                   |
| 別冊カドカワ 総力特集 長渕剛         | 肯定的                   |
| 文藝別冊 長渕剛 民衆の怒りと祈りの歌 | 肯定的                   |

音楽情報サイト『CDジャーナル』では、「鹿児島への想い、家族への感謝、普遍性を持ったラブ・ソング。すべての楽曲の根底に流れる愛情が、真摯に、時として泥臭くひたむきに伝わってくる」、「2006年4月に他界した父親の足跡をたどる旅から生まれた作品で、"人間愛"にあふれた仕上がりだ。CD化が待望されていた『夕焼けの歌』などを収めた、長渕ワールドが全開の一枚となっている」と肯定的な評価を下している。
文芸雑誌『別冊カドカワ 総力特集 長渕剛』において藤井は、「親交のあるボクサーに贈ったとされる『Fighting Boxer』やトレーニングの日々を歌っている『Run & Dash』、愛犬を描いた『レオ』と、いずれも命にまつわる曲。命を懸けるボクサー。生を実感するトレーニング。限られた命の中、無償の愛をくれる愛犬。そして表題曲。自殺者が年間3万人超のこの国の、隅から隅まで響いて欲しい1枚だ」と肯定的な評価を下している。
文芸雑誌『文藝別冊 長渕剛 民衆の怒りと祈りの歌』において栗原は、「桜島オールナイトコンサートがあり、はたからみていて、もうすべてをだしきったんじゃないかとおもっていたが、いやいや、まだまだこれからと、わきあがってくる無尽蔵の糧につくりだしたのが、このアルバムである。長渕剛、再生だ」、「アルバムの小冊子には、二人（長渕とレオ）の写真もはいっていて、その表情がまたなんともいえない。ぜひ見てほしい」と肯定的な評価を下している。

## チャート成績
オリコンチャートでは最高位4位、登場回数12回となり、売上枚数は10.8万枚となった。

## 収録曲

### 一覧
| 全作詞・作曲: 長渕剛。 |                         |           |            |                  |      |
| #                      | タイトル                | 作詞      | 作曲・編曲 | 編曲             | 時間 |
| 1.                     | 「鹿児島中央STATION」   | 長渕剛    | 長渕剛     | 長渕剛、関淳二郎 | 7:00 |
| 2.                     | 「Fighting Boxer」      | 長渕剛    | 長渕剛     | 長渕剛           | 5:08 |
| 3.                     | 「いけ! いけ! GO! GO!」 | 長渕剛    | 長渕剛     | 長渕剛           | 4:45 |
| 4.                     | 「愛して」              | 長渕剛    | 長渕剛     | 長渕剛、笛吹利明 | 4:18 |
| 5.                     | 「観覧車」              | 長渕剛    | 長渕剛     | 長渕剛           | 4:59 |
| 6.                     | 「Run & Dash」          | 長渕剛    | 長渕剛     | 長渕剛           | 4:56 |
| 7.                     | 「レオ」                | 長渕剛    | 長渕剛     | 長渕剛、笛吹利明 | 6:18 |
| 8.                     | 「神風特攻隊」          | 長渕剛    | 長渕剛     | 長渕剛、関淳二郎 | 7:49 |
| 9.                     | 「Tomorrow」            | 長渕剛    | 長渕剛     | 長渕剛、国吉良一 | 6:49 |
| 10.                    | 「Come on Stand up!」   | 長渕剛    | 長渕剛     | 長渕剛           | 7:14 |
| 11.                    | 「夕焼けの歌」          | 長渕剛    | 長渕剛     |                  | 4:59 |
| 12.                    | 「鶴になった父ちゃん」  | 長渕剛    | 長渕剛     | 瀬尾一三         | 6:09 |
| 合計時間:              | 合計時間:               | 合計時間: | 70:24      |                  |      |

### 曲解説
1. 鹿児島中央STATION
鹿児島中央駅を訪れた長渕が、以前の「西鹿児島駅」だった頃のことを回想した歌。楽曲中に出てくる観覧車は、現在アミュプラザ鹿児島にある観覧車のことを指しているものと見られる。"スタバ"は、"スターバックス"の略で、鹿児島中央駅店も存在する。
2. Fighting Boxer
元プロボクサーの戸高秀樹選手への応援歌として作成された歌といわれる。ちなみにアルバムのスタッフクレジットに戸高の名前もある。
3. いけ! いけ! GO! GO!
4. 愛して
5. 観覧車
亡父（邦治）と亡母（マス子）の出逢いを想像して描いた曲とも言われる。
6. Run & Dash
1980年代前半に積極的に取り組んでいた、ハードロック調の楽曲である。歌詞の中に筋力トレーニングの名前が出てくる。
筋力トレーニング器具の名前が出てくるため、数多くのスポーツジムから「この曲を使いたい」という要望が所属事務所に殺到している。
7. レオ
「レオ」は長渕が飼っている愛犬（ホワイト・スイス・シェパード・ドッグ）の名前。歌詞カードに写真が掲載されている。また、シングル「CLOSE YOUR EYES/YAMATO」の歌詞カードにもツーショット写真がある。
8. 神風特攻隊
9. Tomorrow
10. Come on Stand up!
11. 夕焼けの歌
2004年8月21日に行われた、桜島オールナイトコンサート。その終了後に製作された歌であり、ライブのDVDのエンディングにも収録されていたが、CD化の要望が強く、今回の収録に到った。
12. 鶴になった父ちゃん
『コオロギの唄』で亡母への感謝と鎮魂の思いを歌った長渕が、父・邦治（くにはる）の逝去（2006年4月23日）に際し、冬の出水平野に降り立つ鶴（ナベヅル、マナヅル）の群れを見ながら、改めて父親への感謝と鎮魂の思いを歌っている。「LICENSE」と同じ、父親との想い出を振り返る場面がこの歌にも登場する。瀬尾によるオーケストラ調のアレンジが施されている。

## スタッフ・クレジット

### 参加ミュージシャン
永らくローマ字表記が続けられていた長渕のアルバムであったが、本作では日本人のスタジオ・ミュージシャンの表記は漢字表記に改められている（『時代は僕らに雨を降らしてる』以来25年ぶり）。
- 岡本郭男 - ドラムス
アルバムでの表記が「岡本敦男」になっているが、これは誤記である。
- 岡沢章 - エレクトリックベース
- 川嶋一久 - エレクトリックベース
- 長渕剛 - エレクトリックギター、アコースティック・ギター、ブルース・ハープ
- 角田順 - エレクトリックギター
- 関淳二郎 - エレクトリックギター、アコースティック・ギター、プログラマー
- オードリー・フリード（英語版） - エレクトリックギター
- 坪井寛 - エレクトリックギター
- 笛吹利明 - アコースティック・ギター
- 国吉良一 - キーボード
- エルトン永田 - キーボード
- 昼田洋二 - サクソフォーン
- 広原正典 - トロンボーン
- 小林正弘 - トランペット
- ペッカー - パーカッション
- 加戸孝寛 - バンジョー、マンドリン、タンバリン
- 高橋"JACKIE"香代子 - ポピュラー音楽
- KAZUMI - コーラス
- 吉川智子 - コーラス
- 藪内裕子 - コーラス
- 深澤秀行 - プログラム
- 小池弘之ストリングス - ストリングス（9曲目）
- 瀬尾一三 - 指揮者（12曲目）
- 弦一徹ストリングス - ストリングス（12曲目）
- 倉田信雄 - アコースティックピアノ
- 富倉安生 - エレクトリックベース（12曲目）
- 高桑英世 - ティン・ホイッスル（12曲目）
- 朝川朋之 - グランドハープ（12曲目）
- 高田みどり - ティンパニ（12曲目）
- 草刈とも子 - シンバル（12曲目）
- 河井英里 - コーラス（12曲目）

### スタッフ
- 長渕剛 - プロデューサー
- ブライアン・シューブル - レコーディング・エンジニア、ミキシング・エンジニア
- 鈴木裕也（ランドマークスタジオ） - 追加エンジニア
- 中津直也（オフィス・ウィズアウト） - 追加エンジニア
- 内藤慎一（ランドマークスタジオ） - アシスタント・エンジニア
- 西川原邦生（ランドマークスタジオ） - アシスタント・エンジニア
- 篠原麻梨（アバコクリエイティブスタジオ） - アシスタント・エンジニア
- デニス・マーティン (Fill In) - クリエイティブ・アドバイザー、通訳
- 岡田功（フォーライフミュージックエンタテイメント） - A&Rディレクター
- ボビー・ハタ - マスタリング・エンジニア
- 三浦"Peter"浩 - エキップメント・テクニシャン
- 山口敦（サンフォニックス） - エキップメント・テクニシャン
- 宮田文雄（フェイスミュージック） - ミュージシャン・コーディネーター
- 遠藤靖子 (Fill In) - 海外コーディネーター
- せきぐちりえ（オフィスレン） - アーティスト・マネージメント
- なかばやしすえお（オフィスレン） - スーパーバイザー
- 横田利夫（フォーライフミュージックエンタテイメント） - アーティスト・プロモーター
- 阿部恭久（フォーライフミュージックエンタテイメント） - マーケティング・プロモーター
- 大川奘一郎 - 写真撮影
- 荒井博文 (Gil Produce) - デザイン
- 後藤由多加（フォーライフミュージックエンタテイメント） - エグゼクティブ・プロデューサー
- ギブソン - スペシャル・サンクス
- フェンダー - スペシャル・サンクス
- ヤマハ - スペシャル・サンクス
- タカミネ - スペシャル・サンクス
- アーニー・ボール - スペシャル・サンクス
- トンボ - スペシャル・サンクス
- ユニバーサルミュージック - スペシャル・サンクス
- 新保智（新極真会） - スペシャル・サンクス
- 戸高秀樹（戸高秀樹ボクシングジム －STUDIO Bee－） - スペシャル・サンクス
- 宮畑豊（サンプレイ） - スペシャル・サンクス
- 高崎健医師 - スペシャル・サンクス